# Caenorhinus nigripennis
Caenorhinus nigripennis là một loài bọ cánh cứng trong họ Rhynchitidae. Loài này được Voss miêu tả khoa học năm 1937.